# Vass Viktor
Vass Viktor, névváltozata: Vas Viktor, születési nevén Práger János Viktor (Szombathely, 1873. május 8. – Budapest, Józsefváros, 1955. január 30.) magyar szobrász.

## Élete
Práger József (1841–1911) molnár és Pánok Terézia fiaként született. Tanulmányait Bécsben, az Iparművészeti Akadémián végezte, majd hat éven keresztül Viktor Oskar Tilgner mellett dolgozott. 1901-ben Budapestre költözött, 1909-től a Műcsarnok kiállításainak is résztvevője volt. A Százados úti művésztelep egyik kezdeményezője volt, 1911-től egészen haláláig munkálkodott itt.
Művei között közel háromszáz síremlék, harminc hősi emlék szerepel, többek között: az Eigel, a Kleés, a Rémy, a Marschall család síremléke, illetve a Watterich és a Wörner család síremléke (Philipp Istvánnal) a Fiumei úti sírkertben áll. Továbbá Jászberény, Albertfalva, Nagytétény hősi emlékei is az ő munkái. A zugligeti Szent Család-plébániatemplom bejárata felett található reliefen saját magát és családtagjait is megörökítette a szobrász.

## Családja
Első házastársa Kubovszky Anna Mária Ludovika (1881–1926) elárusítónő volt, akit 1904. november 14-én Budapesten, a Ferencvárosban vett nőül. Második felesége a nála húsz évvel fiatalabb Sebestyén Ilona volt, akivel 1932. január 9-én kötött házasságot.
Gyermekei:
- Vas Borbála Anna Mária (1906–1978)
- Vas Margit Gizella Hermina (1907–1984)
- Vas Győző Lajos (1912–1990)

## Köztéri művei
- Rapaics Radó síremléke (1911, Szeged, Belvárosi temető)
- Tiszti hősi emlékmű (kő és bronz, 1928, Budapest, VIII. kerület, Ludovika-kert)
- Fekvő nő korsóval (műkő szobor, 1929, Budapest, XI. kerület)
- Pázmány Péter (kőszobor, 1930, Szeged, Pantheon)
- Hegedűs Gyula (bronz mellszobor, 1933, Budapest, Vígszínház előtt, 1952 óta a színház előcsarnokában)
- Hősi emlék (bronz, mészkő, 1934, Budapest, XXII. kerület, Nagytétényi út 263.)
- Albertfalvai hősi emlék (mészkő, márvány, 1941, Budapest, XI. kerület, Fehérvári út 219.)
- Bolyai János (kő mellszobor, 1952, Budapest, Városliget)

1913-ban Gémes Gindert Péterrel és Rerrich Bélával közösen részt vett Erzsébet királyné budapesti emlékműve pályázatán.